# Бургенланд
Бургенланд или Градишће (хрв. Gradišće, мађ. Várvidék, Őrvidék или мађ. Felsőőrvidék, прек. Gradišče) је једна од 9 савезних покрајина Републике Аустрије, у њеном источном делу. Главни град Бургенланда је Ајзенштат.

## Положај
Бургенланд заузима источни део Аустрије. Покрајина се граничи:
- на северу - покрајина Доња Аустрија,
- на североистоку - Словачка,
- на истоку - Мађарска,
- на југу - Словенија,
- на западу - покрајина Штајерска.

## Природне одлике
Са површином од 3.961,80 km² Бургенланд је једна од мањих покрајина у држави.
Рељеф: Бургенланд је равничарско до бреговито подручје у склопу Панонске низије, по чему је ова покрајина сасвим другачија од остатка Аустрије. Једино је деома мали део на западу покрајине планински, у склопу првих, нижих планина Алпа (висине до 884 м). Надморска висина већег дела Бургенланда је 120-250 метара. Овде се налази и најнижа тачка у Аустрији - 114 метара надморске висине.
Клима: Покрајина Бургенланд има благу умерено континенталну климу.
Воде: Најзначајнија вода у покрајини Бургенланд је Нежидерско језеро на граници са Мађарском. То је највеће аустријско језеро (315 km²), које је због свог значаја и јединственог биљног и животињског света на списку светске баштине УНЕСКО-а. Поред Нежидерског језера кроз Бургенланд протичу и реке Лајта на северу (граница ка Доњој Аустрији) и Раба на југу.

## Историја
Појам Бургенланда постоји још од средњег века. Међутим, од 10. века до 1921. године дата област, и поред немачке већине, била део Угарске. У склопу Аустроугарске Бургенланд је припадао угарском делу монархије. Уместо «Бургенланд», у употреби је превладавао израз «Западна Мађарска». Данашња покрајина настала је деобом дате мађарске жупаније после распада Аустроугарске и образовања Републике Аустрије после Првог светског рата. Заправо, распадом Аустроугарске након Првог светског рата родио се међу већинским немачким становништвом покрет за прикључење новооснованој Аустрији. Већински Немци су хтели припајање матици Аустрији, чему су се успротивиле званичне власти новоосноване Мађарске. Након три године борби и дугачких преговора већи део покрајине је прикључен Аустрији 1921. године без мањег дела око главног града Шопрона, насељеног мађарским живљем. Улогу главног града аустријског Бургенланда добија градић Ајзенштат.

## Становништво
По последњим подацима из 2011. године Бургенланд има преко преко 280 хиљада становника, па је по броју становника најмања аустријска покрајина. Последњих деценија број становника се повећава.
Густина насељености је око 72 ст./км², што је нешто ниже од државног просека. Због прилично уједначених природних услова и непостојања већих насеља Бургенланд има релативно равномерну густину насељености, која се у већем делу покрајине креће у распону 50-100 ст./км².
Етнички састав Бургенланд је током историје био етнички мешовита област и традиционално насељен Немцима, Мађарима, Градишћанским Хрватима и Ромима. Пре деобе покрајине (почетком 20. века) Немци су чинили 74% становништва, Хрвати 15% и Мађари 9%. Структура становништва према језику из 1991. године даје следећу слику: Немци су чинили 82,9% становништва, Хрвати 10,4% и Мађари (2,4%). Последњих деценија мањи број досељеника (посебно Југословена и Турака) населио се у већим насељима, али знатно мање него у остатку Аустрије.

## Привреда
Бургенланд је одувек био пољопривредно подручје без великих градова. У ближој прошлости Бургенланд је посебно због неповољног пограничног положаја током Хладног рата остао најнеразвијенија аустријска покрајина. Због тога се велики део становника иселио током 20. века, пре свега, у веће градове као што су Беч и Грац, али и у Америку. Данас је Бургенланд једна од покрајина које примају подршку за развој локалне привреде од Европске уније и државе Аустрије. Последњих деценија развија се туризам, заснован на локалним виногорјима и Нежидерском језеру.

## Управна подела
Покрајина се дели на 9 подручних јединица - округа (Bezirk) - 2 градска округа (тзв. статутарни градови) и 7 „уобичајених“ округа. Даље се окрузи деле на општине.
| Бр. | Статутарни град /градски округ | Матични назив | Површина (у km²) | Број ст. (2010) | скр. |
| --- | ------------------------------ | ------------- | ---------------- | --------------- | ---- |
| 1.  | Ајзенштат                      | Eisenstadt    | 42,84            | 12.856          | E    |
| 2.  | Руст                           | Rust          | 19,99            | 1.878           | R    |

| Бр. | Округ                      | Матични назив              | Град - седиште | Површина (у km²) | Број ст. (2010) | скр. |
| --- | -------------------------- | -------------------------- | -------------- | ---------------- | --------------- | ---- |
| 1.  | Ајзенштат-Умгебунг (округ) | Bezirk Eisenstadt-Umgebung | Ајзенштат      | 452,67           | 40.605          | EU   |
| 2.  | Гисинг (округ)             | Bezirk Güssing             | Гисинг         | 485,03           | 26.608          | GS   |
| 3.  | Јенерсдорф (округ)         | Bezirk Jennersdorf         | Јенерсдорф     | 253,20           | 17.516          | JE   |
| 4.  | Матерсбург (округ)         | Bezirk Mattersburg         | Матерсбург     | 237,64           | 38.923          | MA   |
| 5.  | Нојзидл ам Зе (округ)      | Bezirk Neusiedl am See     | Нојзидл ам Зе  | 1.037,55         | 54.449          | ND   |
| 6.  | Оберпулендорф (округ)      | Bezirk Oberpullendorf      | Оберпулендорф  | 700,79           | 37.537          | OP   |
| 7.  | Оберварт (округ)           | Bezirk Oberwart            | Оберварт       | 732,09           | 53.593          | OW   |

## Збирка слика важнијих градова покрајине
- Руст
- Оберварт
- Госинг
- Јенерсдорф